# Ганье, Клэр
Клэр Ганье (фр. Claire Gagnier) — канадская оперная и концертная певица XX века, сопрано. Известна исполнением партий Сюзанны («Свадьба Фигаро»), Церлины («Дон Жуан»), Мими («Богема»), Рези («Венские вальсы»). Лауреат Приза Каликса Лавалле (1972), член ордена Канады (1990), член Зала славы канадской оперы (1996).

## Биография
Родилась в 1924 году в Монреале в семье скрипача Рене Ганье, потомственного музыканта. Училась игре на скрипке у отца, с 14 лет начала брать уроки вокала у Роже Фильятро. К 20 годам выступала в живых концертах и на радио и в 1944 году завоевала первый приз на конкурсе CBC «Поющие звезды будущего». Эта победа обеспечила молодой певице стипендию от правительства Квебека на обучение в Джульярдской школе (Нью-Йорк).
В 1945 году вернулась в Канаду, где 31 мая дебютировала на оперной сцене Театра Её величества в Монреале в составе труппы Метрополитен-оперы, исполнив партию Сюзанны в «Свадьбе Фигаро». 2 июня того же года исполнила партию Микаэлы в «Кармен» на Монреальском фестивале.
В дальнейшем вела активную концертную деятельность в Канаде и США, выступала с Грейс Мур, Витольдом Малчужиньским, Андре Костеланецем, Перси Фейтом. Участвовала в многочисленных оперных постановках на радио и телевидении CBC, включая «Богему» (1955, 1961, в роли Мими), «Так поступают все женщины» и «Дитя и волшебство» (1956), «Примадонна» (А. Бенджамин, 1957) и «Мадам Баттерфляй» (1958). Участвовала в последней прямой трансляции оперной постановки на канадском радио («Фауст», 1972). Была постоянной участницей музыкальных радиопрограмм CBC «Серенада для струнных» (ведущий Жан Делорье) и телепрограмм «У чистого родника» и «Шоу Джеки Рэя».
Из ролей в значительных живых постановках Энциклопедия музыки в Канаде выделяет партию Церлины в «Доне Жуане» (1957, Театр Сен-Дени, Монреаль), повторное исполнение партии Сюзанны на Монреальском фестивале 1956 года и роль Рези в постановке «Венских вальсов» Иоганна Штрауса — сына на сцене монреальского Дворца искусств (1967). В 1974 году снова исполнила партию Церлины в составе Квебекской оперы.
Ганье, известная как «квебекский соловей», обладала чистым серебристым тембром и диапазоном, позволявшим ей браться как за колоратурные, так и за лирические партии. Высокие ноты она брала без видимых усилий. В 1972 году Общество святого Иоанна Крестителя в Монреале присудило ей Приз Каликса Лавалле. В 1990 году награждена орденом Канады, в 1996 году введена в Зал славы канадской оперы. Скончалась в декабре 2022 года, накануне Рождества, в возрасте 98 лет.